# Метанатор
Метанатор — используемое в газовом хроматографе оборудование, позволяющее детектировать низкие концентрации диоксида и монооксида углерода. Метанатор состоит из пламенно-ионизационного детектора и установленного перед ним каталитического реактора, заполненного мелкодисперсным никелем, где осуществляется гидрирование оксидов углерода в метан. Метан затем детектируется на ПИД.

## Химические реакции
Потоковое каталитическое восстановление монооксида углерода до метана для обнаружения последнего на ПИДе было описано Портером и Волманом, которые предположили, что как диоксид углерода, так и водород также можно было бы превращать в метан на том же никелевом катализаторе. Эта было подтверждено Джонсом и Томпсоном, которые определили оптимальные рабочие параметры для каждого газа.
CO2 + 2H2   ↔   CH4 + O2
2CO + 4H2    ↔   2CH4 + O2

## Установка
Катализатор состоит из 2% никелевого покрытия в форме нитрата Ni, нанесённого на какой-нибудь хроматографический носитель, например, Хромосорб G. Слой длиной 1½" засыпан в изгиб U-образной трубки из нержавеющей стали 8"×1/8". Трубка зафиксирована в блоке так, чтобы концы её торчали вниз в термостате колонок, для облегчения присоединения к выходу колонки или ДТП и основанию ПИДа. Нагрев обеспечивается парой кассетных нагревателей и управляется контроллером температуры.
Водород для восстановления может поступать либо через тройник на входе в катализатор (предпочтительно), или благодаря использованию водорода в качестве газа-носителя.

## Рабочие характеристики

### Температура
Конверсия как СО, так и СО2 в CH4 начинается при температуре катализатора ниже 300°C, однако идёт не до конца и пик имеет хорошо заметный шлейф. Примерно при 340°C конверсия становится полной, на что указывают измерения площади, но некоторый шлейф имеется, что ограничивает высоту пика. При 360°C—380°C шлейф устраняется, и высота пика практически не изменяется до 400°C. Хотя сообщалось, что при температурах выше 350° СО начинает разлагаться с образованием углерода, это довольно редкий феномен.

### Диапазон
Эффективность конверсии практически 100%-ная начиная от минимально детектируемого уровня и до потока СО или СО2 на детекторе примерно 5×10-5 г/с. Это соответствует минимально детектируемой концентрации около 200 ppb и максимальной концентрации около 10% в образце объёмом 0,5 мл. Оба эти значения зависят от ширины пика.

## Отравление катализатора и практические рекомендации
Некоторые элементы и соединения могут дезактивировать катализатор. В нашей лаборатории были проверены следующие:
- Сероводород. Крайне небольшие количества H2S, SF6 и, вероятно, любых других серосодержащих газов вызывают немедленную и полную дезактивацию катализатора. Дезактивированный серой катализатор невозможно регенерировать ни с помощью обработки O2, ни H2. Если в образце присутствуют серосодержащие газы, необходимо использовать кран-дозатор для того, чтобы организовать или байпас мимо катализатора, или обратную продувку колонки на сброс после выхода СО2.
- Воздух или O2. Сообщения о том, что кислород может вызвать дезактивацию катализатора в метанаторе, следует считать скорее слухами, чем подтверждёнными фактами.
- Ненасыщенные углеводороды. Пробы чистого этилена вызывают немедленную, хотя и частичную, деградацию катализатора, о чём свидетельствует немедленно появляющийся лёгкий шлейф пиков СО и СО2. Эффект двух или трёх проб может быть терпимым, но поскольку действие их является кумулятивным, такие газы должны отсекаться через обратную продувку или направляться в байпас. Низкие концентрации не вызывают никакой деградации. Пробы чистого ацетилена воздействуют на катализатор намного сильнее, чем этилен. Низкие концентрации не дают никакого эффекта. Вероятно, при высоких концентрациях ненасыщенных УВ имеет место некоторое их разложение, приводящее к осаждению сажи на поверхности катализатора. Не исключено, что ароматика будет оказывать то же воздействие.
- Другие соединения. Вода не оказывает никакого эффекта на катализатор, равно как и фреоны и NH3. В случае с аммиаком некоторые пользователи якобы наблюдали деградацию катализатора после нескольких вводов пробы, однако другие исследователи сообщали, что не смогли воспроизвести этот эффект. Как и в случае с серосодержащими газами, NH3 можно отсекать с помощью обратной продувки и отправлять на сброс или, при желании, в байпас.

### Попытки регенерации
Поскольку катализатор, до своего восстановления, состоит из нанесённого оксида никеля, можно было бы рассчитывать на возможность регенерировать его чистым O2. Ни обработка чистым O2 при нормальной рабочей температуре, ни выдерживание в потоке чистого H2 обычно не дают результата. Не исключено, что обработка O2 при более высокой температуре была бы успешной, но поскольку это означает удаление катализатора из трубки, его легче затем перенабить или заменить всю трубку целиком. Известно, что некоторые катализаторы улучшили свою работу вследствие обращения направления потока H2 в колонке катализатора.

## Разрешение проблем
Обычно катализатор работает совершенно нормально, если только его не разрушают какие-то компоненты пробы, например, следовые (и недетектируемые) количества серосодержащих газов. Эффект отравления катализатора всегда один и тот же — пики СО и СО2 начинают давать шлейфы. Если только СО даёт шлейф, не исключено, что причину надо искать в колонке, например, молекулярные сита 13X всегда вызывают появление небольшого шлейфа у СО. Если шлейф минимальный, повышение температуры катализатора может обеспечить достаточное для дальнейшего использования улучшение.
В случае только что набитого катализатора шлейф обычно указывает на то, что часть слоя катализатора недостаточно горяча. Это может произойти из-за того, что слой простирается слишком далеко в отводках U-образной трубки. Не исключено, что более длинный слой улучшит верхний предел конверсии, но если цель именно такова, упаковка всё равно не должна выходить за пределы нагревательного блока.